# Puerto Banús

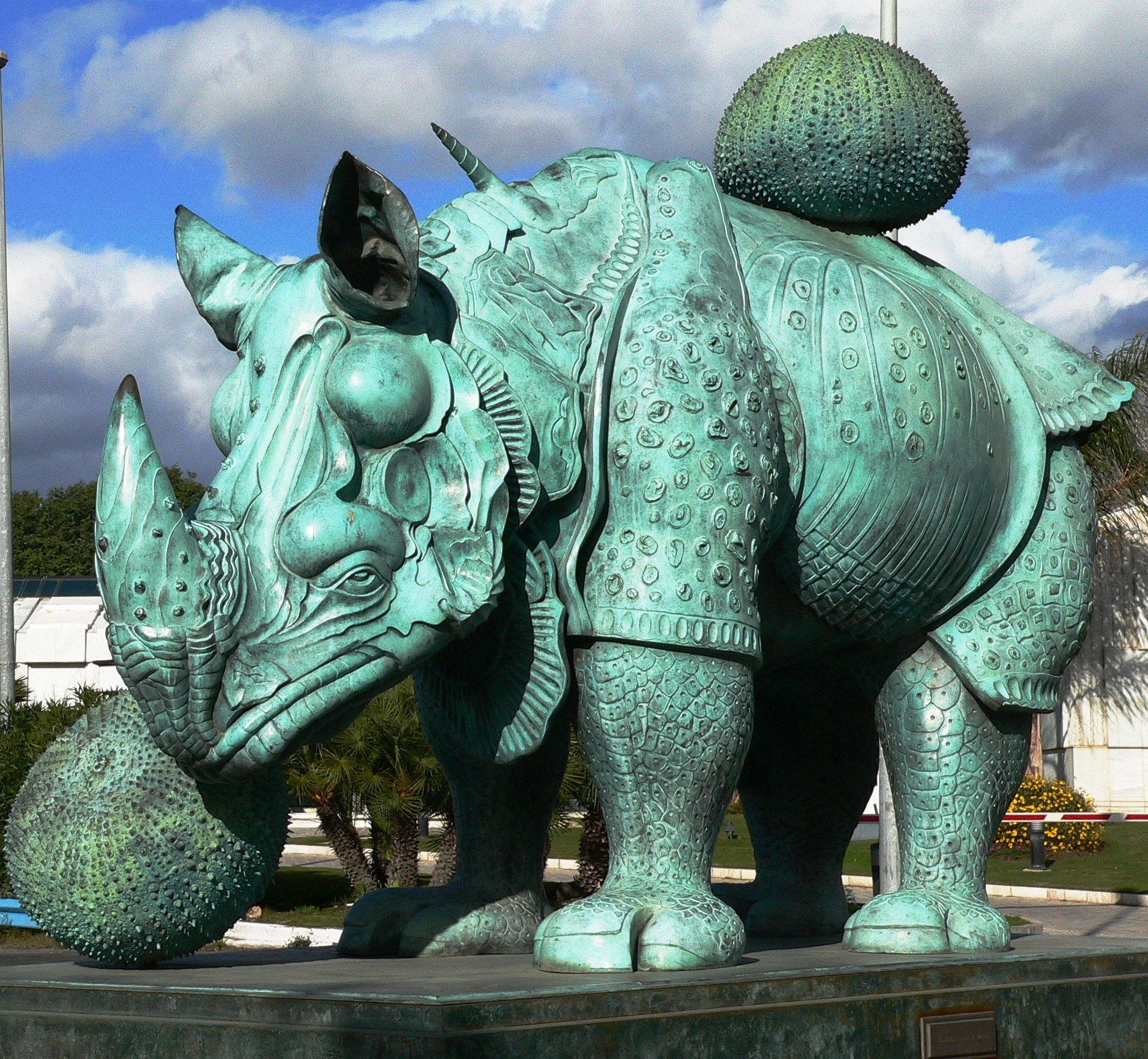
Salvador Dalís 3600 kilo tunga "Rhinoceros".

Puerto José Banús, mer känt som Puerto Banús, är en hamn i regionen Nueva Andalucía, vid Spaniens solkust (Costa del Sol), cirka sex kilometer sydväst om Marbella. Hamnen, som har plats för ungefär 1000 båtar, stod färdig år 1970. Den byggdes som en marina för extravaganta yachter och som ett center för luxuös shopping av bland andra fastighetsutvecklaren José Banús. Puerto Banús har kommit att bli en av Costa del Sols största nöjesdestinationer med fem miljoner besökare årligen.

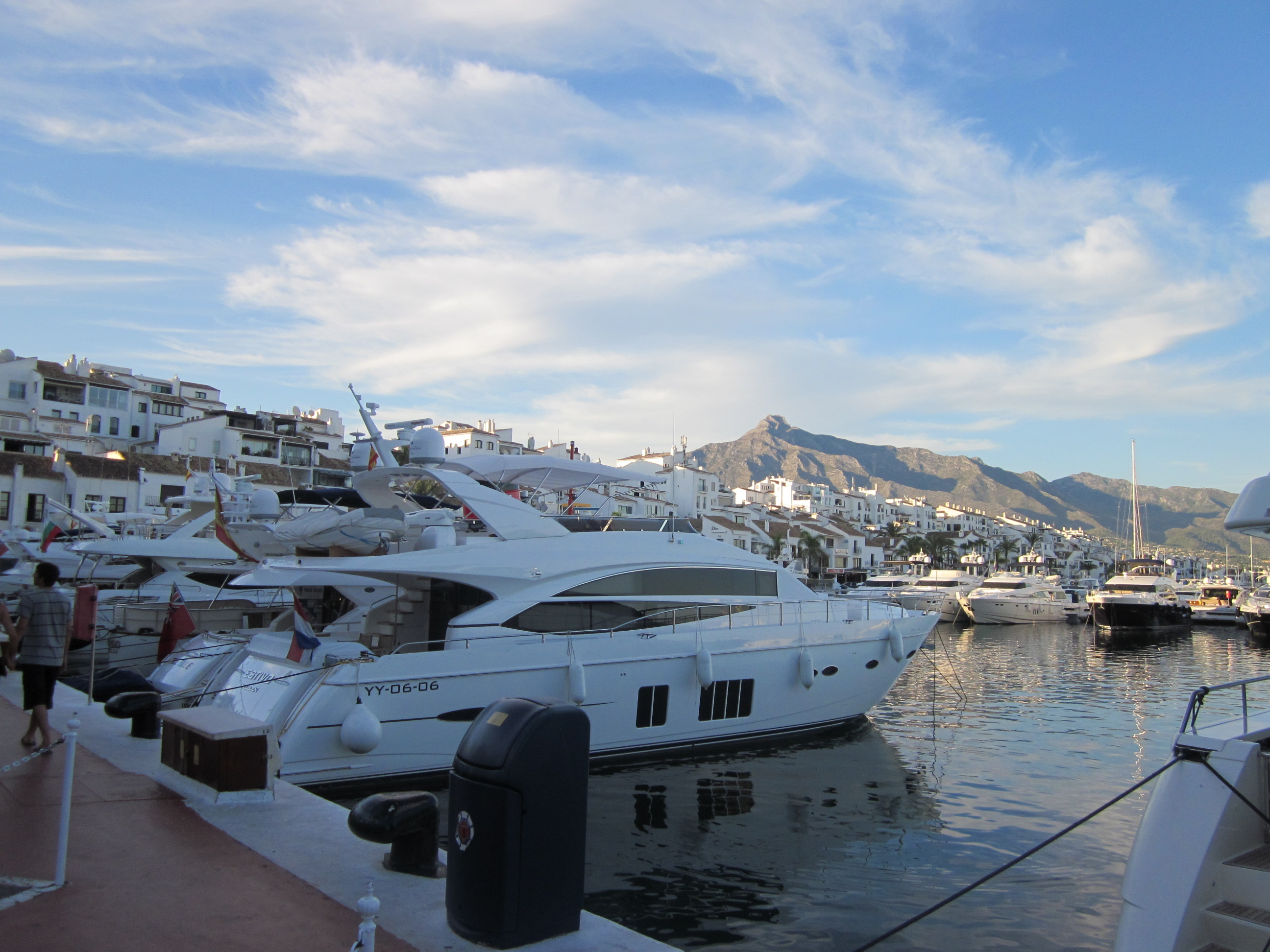
Marinan i Puerto Banús.

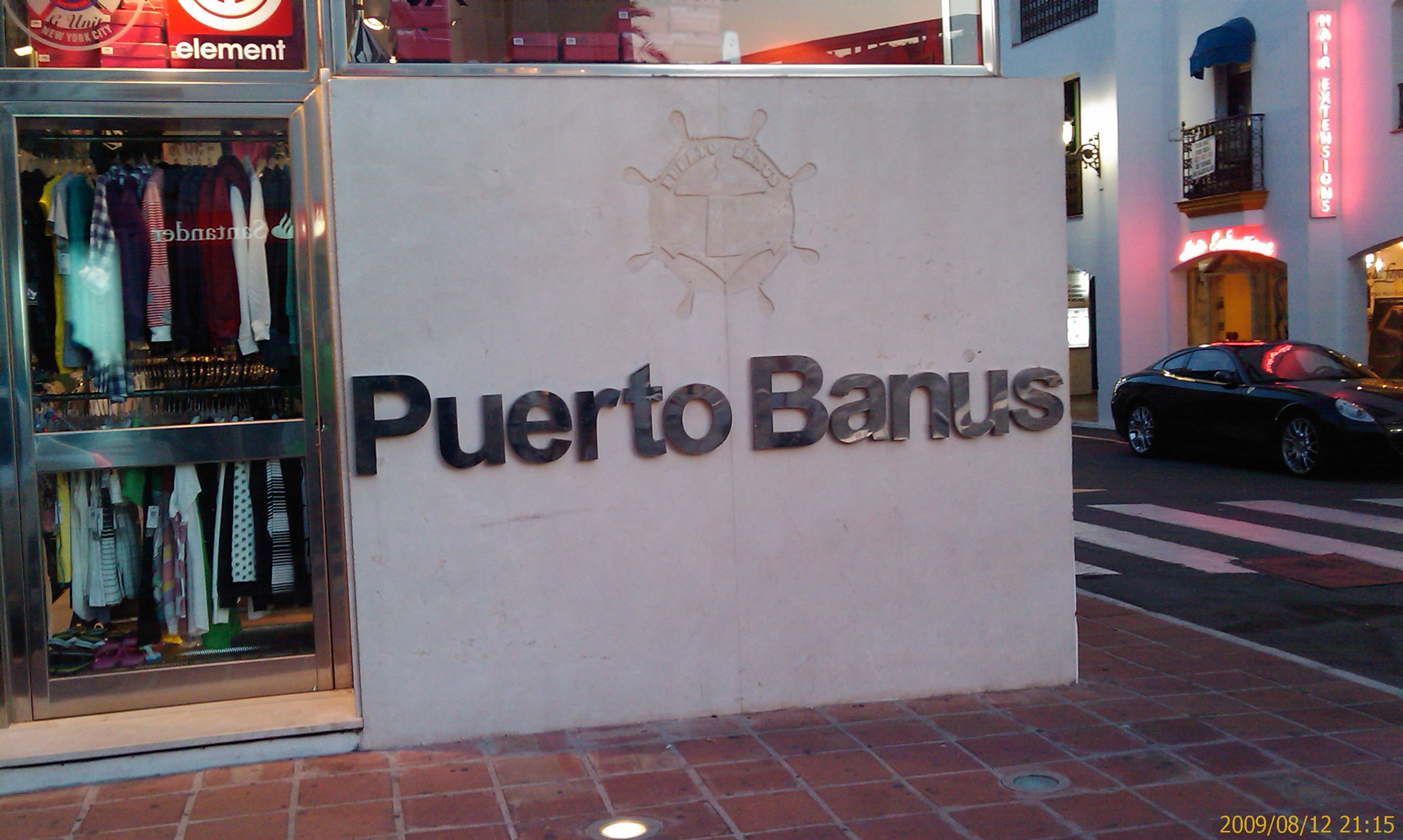
Ingång mot hamnen i Puerto Banús.

Hamnkvarteren består av smala gränder kantade av vita hus. Längs med strandpromenaden och runtom i staden finns hotell, restauranger, caféer, barer och nattklubbar. I staden finns även ett stort casino (”Casino Marbella”) samt en biograf som visar engelska och spanska filmer.
Shoppingstråken i Puerto Banús inrymmer affärer såsom Dior, Gucci, Bvlgari, (en:) Bottega Veneta, Yves Saint Laurent, Louis Vuitton, Dolce & Gabbana och Versace. I staden finns även ett flertal lokala marknader samt det stora varuhuset El Corte Inglés.
På båda sidor om hamnen finns badstränder. Till öster om Puerto Banús ligger Marbella och till väster San Pedro de Alcántara.